# ロジャー・グッデル

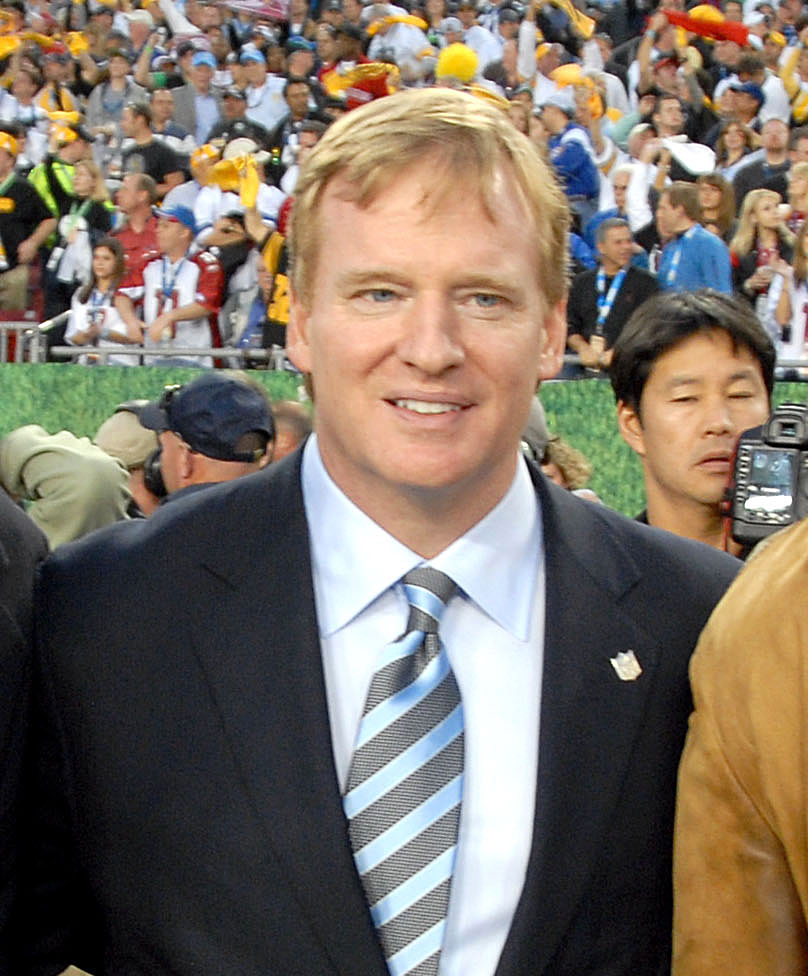
第43回スーパーボウルにおけるグッデル

ロジャー・ストーキー・グッデル（Roger Stokoe Goodell、1959年2月19日 - ）はNFL（ナショナルフットボールリーグ）のコミッショナー。父親はニューヨーク州選出上院議員のチャールズ・グッデル（共和党）。

## 経歴
ニューヨーク州ジェームズタウンで生まれた。1971年に一家は同州ブロンクスビルに引っ越した。地元の高校に進学した彼はアメリカンフットボール、バスケットボール、野球を行い高校3年次にはその全てでキャプテンを務めた。ペンシルベニア州のワシントン・アンド・ジェファーソン・カレッジでは経済学を専攻した。1981年にNFLへの就職を目指してニューヨークのNFL本部に手紙を送り続けたが返事は来ず、それでもあきらめずに彼は1982年にインターンとしてNFLに入った。
2006年8月、NFLのオーナー会議で4人の候補者の中から選ばれてポール・タグリアブの後任として翌9月に就任した。2010年のオーナー会議での投票で2015年まで契約が延長された。その後2012年1月、2018年シーズンまで任期が延長された。

## コミッショナー就任後の政策
- ベトナム戦争に反対派としてリチャード・ニクソン大統領と激しく対決した父親の影響を受け「正しいと信じることを発言することを恐れず、それを行動に移すことの大切さを教えられた」という。リーグ関係者の行動規範の強化に最初に取り掛かり「NFLで働くことは権利ではなく特権だ」と発言、2007年に新しい行動規範を発表、パックマン・ジョーンズ、クリス・ヘンリー、タンク・ジョンソン、マイケル・ヴィック、ダンテ・ストールワース、プラキシコ・バレスら逮捕された選手たちにそれまでよりも厳しい出場停止を科し、逮捕されなかったもののベン・ロスリスバーガーにも2010年開幕から6試合（その後4試合に軽減された[3]）の出場停止を決定した[4][5]。
- 2009年には世界金融危機の影響から自身の年俸を大幅にカットすることを発表した[6]。
- 難航している労使交渉について選手会側のデモーリス・スミスが2011年シーズンのロックアウトによりシーズンが開催されないおそれを述べていることについてはそうは思わないと表明している[7]。
- まだプレーしていない選手が活躍できなかった場合、NFLドラフトで指名された新人選手に巨額のお金が渡り浪費となることについて制限を加えようと考えている[8]。
- シーズン18試合制への移行にも意欲的といわれる[9][10]。
- NFLヨーロッパの廃止[11]、ロンドン[12]やトロント、メキシコシティでの公式戦の実施などを決断した。
- プロボウルをスーパーボウルの1週間前に実施[13]（これまではスーパーボウルの翌週に行われていた。スーパーボウルに出場するチームの選手は出場が免除されるが代わりの選手が出場することに批判もある。）
- プレーオフにおけるオーバータイムルールの変更（先にFGを決めてもサドンデスとはならなくなった。）
- レギュラーシーズンの試合増（16試合から18試合）を行いたいと考えている。彼の考えではプレシーズンゲームを4試合から2試合に減らす考え[14]。
- スパイゲート問題の証拠テープを前触れもなく処分し、周りの相談を得ることもなくペイトリオッツへの処分内容を決めた。
- 第44回スーパーボウルウィークの恒例記者会見でアメリカンボウルが熱狂的であったことなどをあげて将来的に日本や中国など極東マーケットを重要であると考えていると述べた[15]。
- 選手の脳震盪の問題にも取り組んでおり[16]ユース年代への脳震盪について厳格な法律を策定していない44州の知事に対してワシントン州のライステッド法同様の適用をするよう文書を送った[17]。
- 2011年に失効して新たな合意を模索中の労使協定でヒト成長ホルモンに関する薬物検査導入に意欲を燃やしている[18]。
- 2012年シーズンからオフィシャルの一部を常勤として雇用することを検討している[19]。

## 人物
2009年7月、当時シアトル・シーホークスヘッドコーチだったジム・L・モーラとワシントン州最高峰のレーニア山（標高4,392m）にチャリティー登山を行い登頂に成功した。
2010年12月にはスポーツ・ビジネス・ジャーナルより「スポーツ・ビジネスにおける最も影響力のある50人」の第1位に選ばれた。